# Жиривиле
Жиривиле (фр. Giriviller) насеље је и општина у североисточној Француској у региону Лорена, у департману Мерт и Мозел која припада префектури Линевил.
По подацима из 2011. године у општини је живело 79 становника, а густина насељености је износила 10,25 становника/km². Општина се простире на површини од 7,71 km². Налази се на средњој надморској висини од 310 метара (максималној 347 m, а минималној 274 m).

## Демографија
| 1962. | 1968. | 1975. | 1982. | 1990. | 1999. | 2011. |
| ----- | ----- | ----- | ----- | ----- | ----- | ----- |
| 49    | 65    | 53    | 45    | 40    | 39    | 79    |

График промене броја становника у току последњих година